# Sânmihaiu Român
Sânmihaiu Român é uma comuna romena localizada no distrito de Timiș, na região histórica do Banato (parte da Transilvânia). A comuna possui uma área de 74.06 km² e sua população era de 6121 habitantes segundo o censo de 2011.

## População
| 2002 | 2011 |
| 4396 | 6121 |